# 海蘭米爾斯 (紐約州)
海蘭米爾斯（英語：Highland Mills）是位於美國紐約州奧蘭治縣的普查規定居民點。

## 人口
根據2020年美國人口普查的數據，海蘭米爾斯的面積為4.50平方千米，皆為陸地。當地共有人口3468人，而人口密度為每平方千米770.67人。